# In Times Before the Light
In Times Before the Light debitanski je studijski album norveškog black metal-sastava Covenant. Diskografska kuća Mordgrimm objavila ga je 1997.

## Pozadina
In Times Before the Light snimljen je 1995. Jedini članovi sastava u to su vrijeme bili Nagash i Blackheart. U žanrovskom smislu pripada simfonijskom black metalu i njime je skupina stekla obožavatelje na norveškoj black metal-sceni. Album je snimljen kad su Nagash i Blackheart imali 17 godina.
Godine 2002. diskografska kuća Hammerheart Records objavila je ponovno snimljenu inačicu albuma; Nagash i Blackheart izjavili su da su ponovno snimili uradak jer nisu bili zadovoljni izvornim izdanjem. Covenant je u međuvremenu promijenio ime u The Kovenant jer je postojao pop-sastav istoga imena. Ta se inačica albuma uvelike razlikuje od prvotne: riječ je o albumu simfonijskog black metala s utjecajem industrijalne glazbe.
Dana 26. siječnja 2007. VME i Head Not Found ponovno su objavili album, ali pod imenom In Times Before the Light 1995 i s pjesmama s demoalbuma From the Storm of Shadows.
Dana 29. listopada 2011. Nagash je odsvirao sve pjesme s uratka uživo u Arnhemu u Nizozemskoj.

## Popis pjesama
| 1.    | »Towards the Crown of Nights«    | 5:50 |
| 2.    | »Dragonstorms«                   | 4:58 |
| 3.    | »The Dark Conquest«              | 6:54 |
| 4.    | »From the Storm of Shadows«      | 5:13 |
| 5.    | »Night of the Blackwinds«        | 3:40 |
| 6.    | »The Chasm«                      | 3:44 |
| 7.    | »Visions of a Lost Kingdom«      | 3:26 |
| 8.    | »Through the Eyes of the Raven«  | 5:00 |
| 9.    | »In Times Before the Light«      | 5:59 |
| 10.   | »Monarch of the Mighty Darkness« | 5:54 |
| 50:38 |                                  |      |

| 11. | »In Times Before the Light« (iz demoalbuma From the Storm of Shadows) | 6:25 |
| 12. | »Visions of a Lost Kingdom« (iz demoalbuma From the Storm of Shadows) | 3:05 |
| 13. | »From the Storm of Shadows« (iz demoalbuma From the Storm of Shadows) | 6:08 |

## Zasluge
| Covenant - N. Blackheart – vokal, bubnjevi, klavijature - T. Blackheart – gitara, bas-gitara, klavijature | Ostalo osoblje - Sire Johannesen – inženjer zvuka, produkcija - Alex Kurtagić – naslovnica albuma - Noctis Irae – produkcija - Christophe Szpajdel – logotip |